# Palazzo delle Assicurazioni Generali (Milano)
Il palazzo delle Assicurazioni Generali, o Palazzo Venezia, è un edificio storico di Milano situato in piazza Cordusio al civico 2, nel centro della città.

## Storia
Fu eretto in stile eclettico fra il 1897 e il 1901 su disegno dell'architetto Luca Beltrami (1854-1933) dalla società Assicurazioni Generali Venezia dando il via al più ampio piano di rinnovamento della piazza avvenuto fra la fine dell'Ottocento e l'inizio del Novecento. La struttura portante fu realizzata in calcestruzzo armato (un materiale innovativo per l'epoca) con il sistema Hennebique dall'impresa dell'ingegnere Giovanni Antonio Porcheddu.

## Descrizione
L'edificio, di stile eclettico, è il punto focale di piazza Cordusio. Presenta una facciata concava caratterizzata da un nicchione mosaicato e da una grande cupola ottagonale sormontata da un lanternino.

## Galleria d'immagini

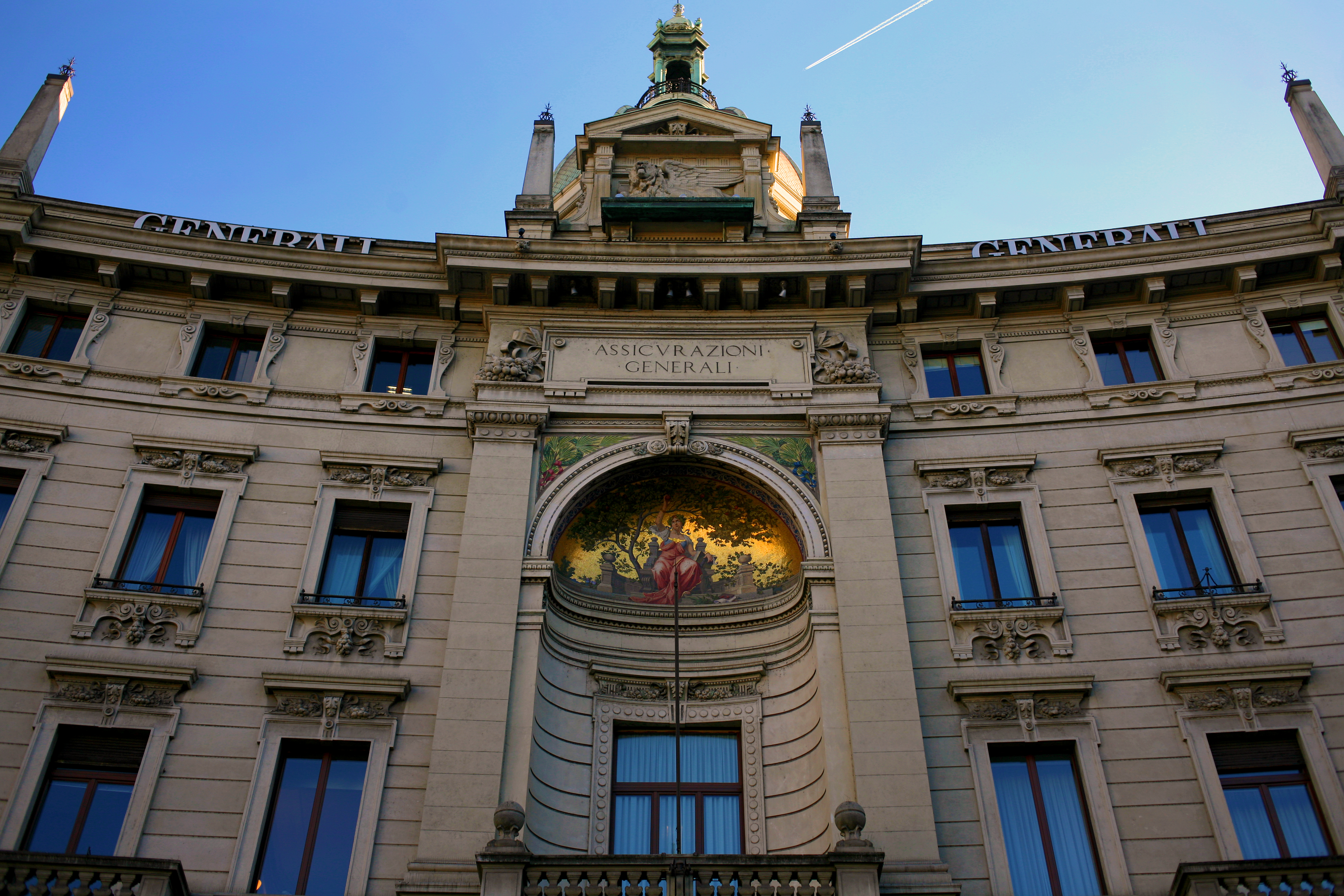
La facciata concava
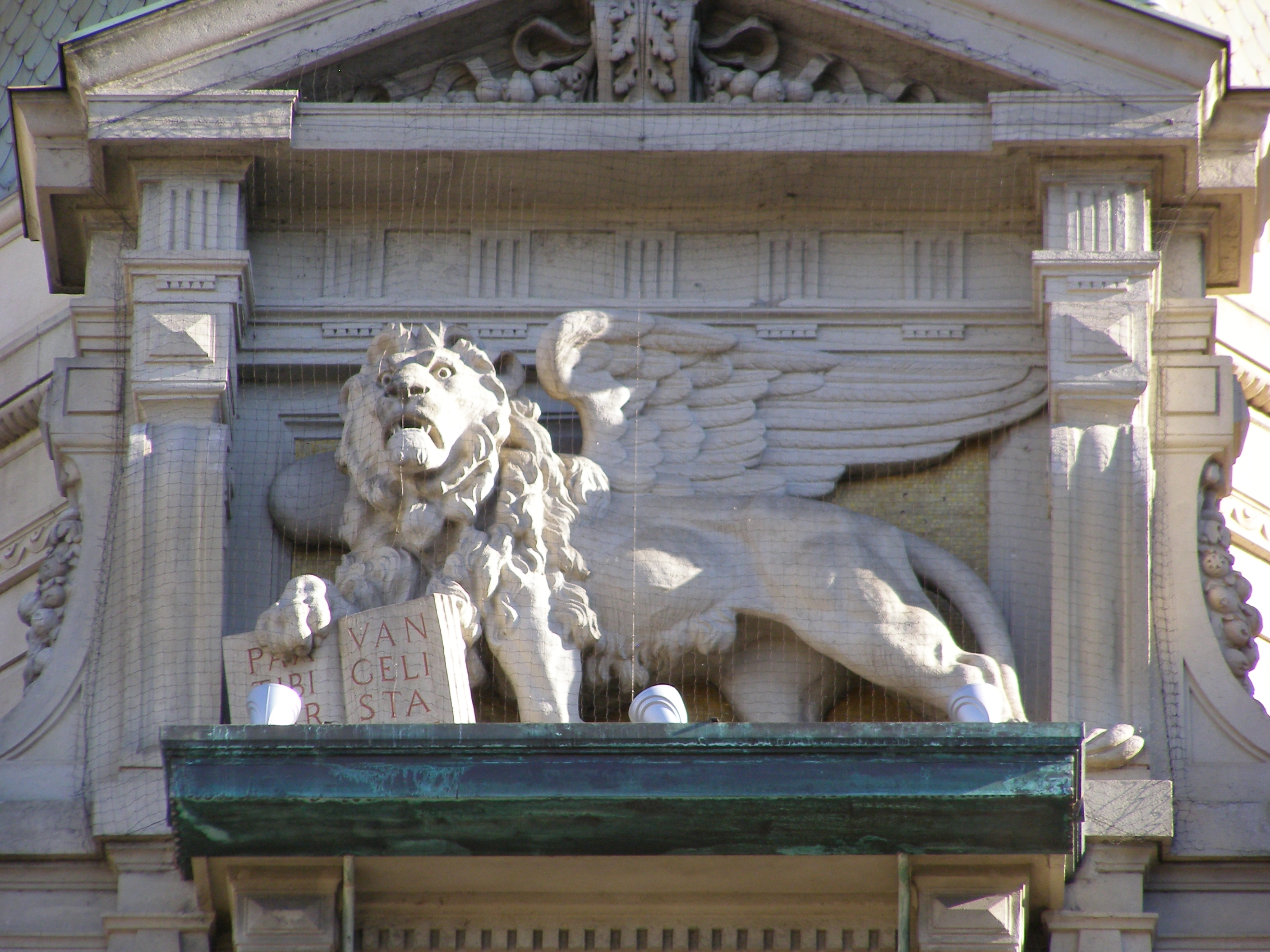
Leone di San Marco
Il palazzo in costruzione (1898)